# Friedhelm Hillebrand
Friedhelm Hillebrand (* 1940 in Sichtigvor) ist ein deutscher Ingenieur, Pionier des Mobilfunks, Telekommunikationsmanager und Fachbuchautor.

## Leben
Hillebrand studierte Elektrotechnik mit Schwerpunkt Nachrichtentechnik (Telekommunikation) an der RWTH Aachen. Er arbeitete bis Mitte 1992 bei der Deutschen Bundespost, zuletzt als Senior Managing Director und war seit 1984 für die GSM-Standardisierungsarbeit verantwortlich. Er gilt als Miterfinder der SMS – eine Technologie, die seine Kollegen zunächst für unnütz gehalten hatten. Weitere Tätigkeiten betrafen GSM-Dienste, International Roaming und Management der Standardisierung. Von 1987 bis Mitte 1992 war er für das D1-Netz, dem auf dem GSM-Standard basierenden Netz der Deutschen Telekom, verantwortlich. Dies umfasste die Systemtechnik, die Netzplanung, die IT und die Beschaffung.
Von 1994 bis 1996 war er als erster Technischer Direktor des Weltverbandes der GSM-Netzbetreiber (heute GSM Association) verantwortlich für die Strategie der Standardisierungs-Koordinierung der Netzbetreiber und der weltweiten GSM-Promotion. Von 1996 bis 2000 war er Vorsitzender des Technischen Ausschusses SMG (Special Mobile Group) im Europäischen Institut für Telekommunikations-Standards. Dieser Ausschuss mit 11 Untergruppen und ca. 50 Arbeitsgruppen war für die Standardisierung von GSM und UMTS verantwortlich. In seiner Amtszeit wurden der General Packet Radio Service GPRS und die Grundlagen von UMTS standardisiert. Er initiierte im Jahre 1997/1998 die Transformation der GSM- und UMTS-Standardisierungsorganisation von einem europäischen Rahmen in die globalisierte Struktur „Third Generation Partnership“ 3GPP.
Sein Langzeit-Engagement für die technische und kommerzielle Entwicklung und Promotion von GSM wurde im Jahr 2000 beim GSM World Congress in Cannes mit dem Award des Chairmans der GSM Association GSMA anerkannt. Im Jahre 2001 wurde er als „Gold Member“ in die „GSM Association Roll of Honour“ aufgenommen.
Seit 2002 ist er Geschäftsführender Gesellschafter des Beratungsunternehmens Hillebrand Consulting Engineers GmbH, das Patentanwälte, Netzbetreiber und Hersteller in Patentfragen berät und unterstützt. Daneben ist er Autor mehrerer Fachbücher. Seit 1963 ist Hillebrand Mitglied der katholischen Studentenverbindung KDStV Franconia Aachen, er lebt in Bonn.
Am 26. Juli 2016 war Hillebrand in einer XXL-Ausgabe der Rateshow Kaum zu glauben! zu Gast.

## Auszeichnungen
Hillebrand wurde 2017 als erster und bislang einziger Deutscher von der Wireless History Foundation als Pionier der drahtlosen Kommunikation ausgezeichnet und in deren Hall of Fame aufgenommen.
Für seine Tätigkeiten im Mobilfunksektor wurde Hillebrand 2019 mit dem Bundesverdienstkreuz 1. Klasse ausgezeichnet.

## Werke
- The Creation of Standards for Global Mobile Communication (GSM, UMTS and LTE from 1982 to 2012). 2012, ISBN 978-3-00-043802-8 (Herausgeber Hillebrand, Beiträge: Rosenbrock und Hauser).
- Die Pionierzeit des GSM-Standards und des D1-Netzes von 1982 bis 1992. Schlembach Verlag, 2013, ISBN 978-3-935340-75-5.
- Short Message Service, The Creation of Personal Global Text Messaging. Wiley, New York (u. a.) 2010, ISBN 978-0-470-68865-6 (Herausgeber: Hillebrand, Beiträge: Trosby, Holley, Harris).
- GSM & UMTS: The Creation of Global Mobile Communications. Wiley, New York [u. a.] 2002, ISBN 0-470-84322-5 (Herausgeber: Hillebrand, 37 Koautoren).
- DATEX, Infrastruktur der Daten- und Textkommunikation, 2. Auflage (296 Seiten). R. von Decker, 1991, ISBN 3-7685-3081-7.
- (zusammen mit Sigram Schindler als Herausgeber): Kommunikation in Verteilten Systemen – Workshop der Gesellschaft für Informatik e. V., 3.–4. Dezember 1979, Berlin. Informatik-Fachberichte 22, Springer, 1979, ISBN 3-540-09865-8.
- (zusammen mit Wolfgang Haenisch, Max Proegler) Digitale Systeme: wie digitale Systeme aufgebaut sind und arbeiten, um Informationen zu erfassen, zu verarbeiten und zu übertragen., Franzis, München 1973, ISBN 3-7723-5861-6.
- (zusammen mit Hermann Heierling) Feldeffekttransistoren in analogen und digitalen Schaltungen. Franzis, München 1972, ISBN 3-7723-5731-8.
- Einseitenbandtechnik für den Funkamateur, 2. Auflage. Franzis, München 1968.